# Linda Schablowski
Linda Schablowski (* 11. Januar 2005 in Essen) ist eine deutsche Schauspielerin.

## Leben
Linda Schablowski wuchs in Essen auf, wo sie seit 2013 bei der Studio-Bühne Essen Theater spielt. Seit 2016 war sie in verschiedenen Fernsehshows, in Nebenrollen und als Komparse im Fernsehen zu sehen. Bekannt wurde sie durch die Rolle Leni Freytag in der 23. und 24. Staffel von Schloss Einstein.
Linda Schablowski ist Halbitalienerin und ist zweisprachig aufgewachsen.

## Filmografie
- 2016: Höllische … – Dokuserie, ITV Studios Germany GmbH
- 2016: Das Spiel beginnt![3]
- 2017: Little Big Stars[4]
- 2019: Beste Schwestern (Fernsehserie, 2 Episoden)
- 2020: KiKA LIVE – Zuhause um die Welt
- 2020–2021: Schloss Einstein (Fernsehserie, 39 Episoden)[5]
- 2022: Triff … (Folge Anne Frank)
- 2022: Inga Lindström: Jemand liebt dich (Fernsehreihe)
- 2023: Tatort: Schutzmaßnahmen (Fernsehreihe)
- 2023: Like a Loser (Fernsehserie, 2 Episoden)
- 2025: Tierärztin Dr. Mertens (Fernsehserie)